# Circuito indipendente
Nel mondo del wrestling, l'espressione Circuito indipendente (in inglese Independent circuit) viene utilizzata per indicare le federazioni di piccole o medie dimensioni che non possiedono una copertura televisiva nazionale e che non hanno disponibilità economiche tali da poter far firmare contratti a tempo determinato ai lottatori.
Le federazioni indipendenti hanno solitamente una base regionale o statale e organizzano i propri eventi solo in determinate zone geografiche.

## Esempi
Tra le federazioni indipendenti più conosciute del panorama statunitense figurano:
- Combat Zone Wrestling (Delaware)
- Evolve Wrestling (Pennsylvania)
- Ohio Valley Wrestling (Kentucky)
- Pro Wrestling Guerrilla (California)
- Ring of Honor (Pennsylvania)
- Shimmer Women Athletes (Illinois)
- Squared Circle Wrestling (New York)